# 池ノ上村

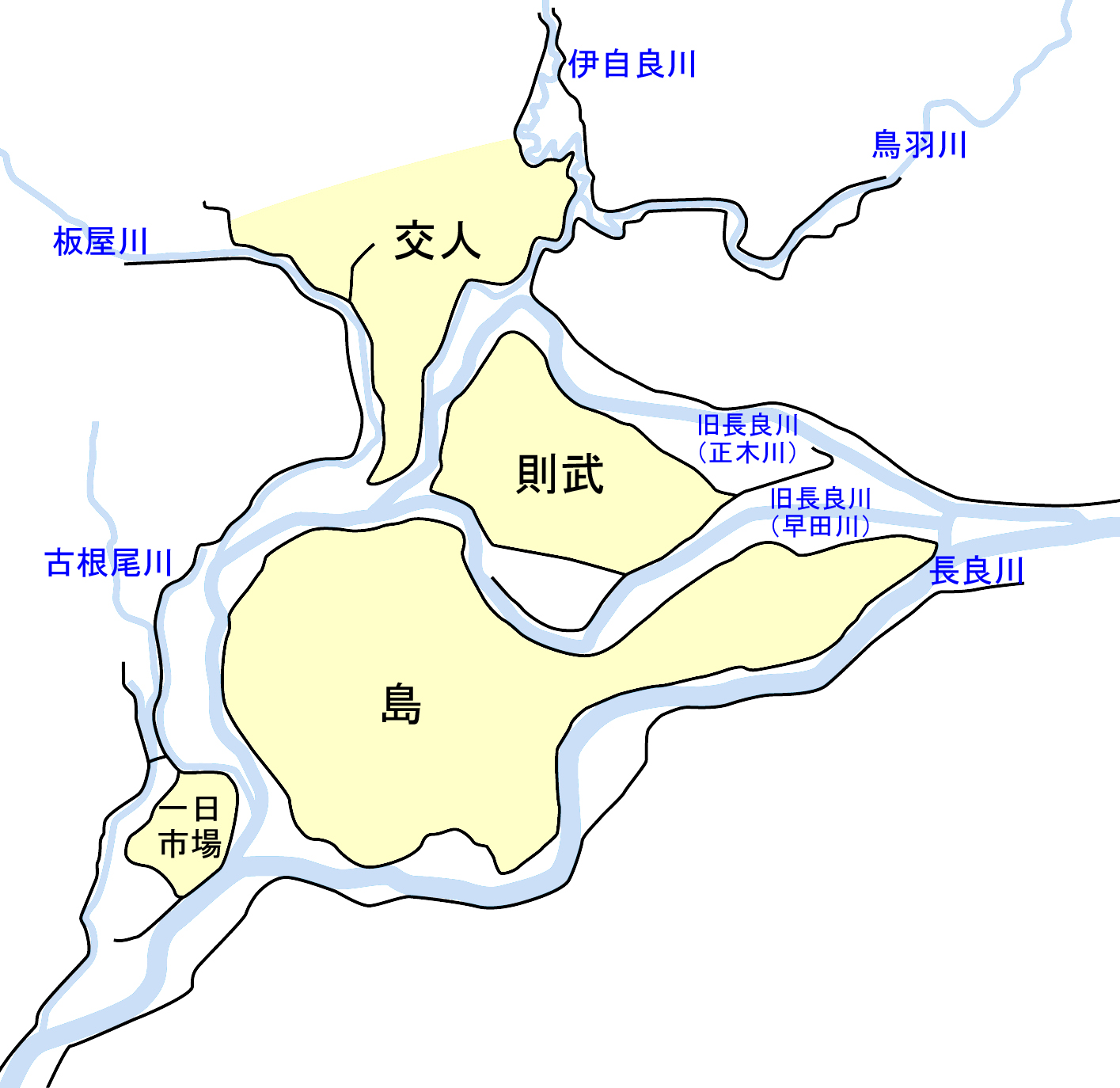
長良川改修以前の長良川分岐点付近の河川と輪中の分布。池ノ上村は島輪中内に位置した。

池ノ上村（いけのうえむら）は、かつて岐阜県稲葉郡にあった村である。
現在の岐阜市池ノ上町などに該当し、長良川北岸の村であった。
池ノ上村発足時は厚見郡であったが、郡の合併で稲葉郡の村となっている。

## 歴史
- 1875年（明治8年） - 近島村と池ノ上村が合併し、若木村となる。
- 1882年（明治15年） - 若木村が近島村と池ノ上村に分割される。
- 1889年（明治22年）7月1日 - 町村制により、池ノ上村が発足。
- 1897年（明治30年）4月1日[2] - 方県郡の一部、厚見郡、各務郡の合併により稲葉郡の所属となる。
- 1897年（明治30年）4月1日 - 近島村、北島村、萱場村、菅生村、西中島村、江口村、早田村、東島村、旦ノ島村と合併し島村が発足。同日池ノ上村廃止。

## 神社・仏閣
- 葛懸神社